# Messoud Efendiev
Messoud Efendiev (Zaqatala, 21 de Outubro de 1953) - cientista do Azerbaijão

## Carreira
Graduou-se em 1974/75 pela Universidade Estatal de Moscovo sob a orientação dos Professores Mark Vishik e A.I.Snirelmann na área dos métodos topológicos em análise não-linear. A sua tese de Doutoramento, sobre a solução global de problemas de Riemann-Hilbert não-lineares, foi realizada na Universidade Estatal de Moscovo em 1975/76-1978/79 tendo sido defendida em 1980. Em 1998 realizou provas de Agregação na Universidade Livre de Berlim que foram subordinadas ao título “Propriedades geométricas de aplicações não-lineares relacionadas com operadores pseudo-diferenciais e o seu grau topológico”.
Trabalhou na Universidade de Estugarda no período de 1991-1994, na Universidade Livre de Berlim em 1994-1999, e em 2000-2005 no projecto SFB “Problemas de Multicampo” como Geschäftsführer. No período 2005-2007 trabalhou como Professor visitante na Universidade Técnica de Munique e desde 2007-2013 é Presidente do Departmento  de Sistemas Dinâmicos no Instituto de Biomatemática e Biometria do Centro Helmholtz de Munique. É presentemente um dos cientistas principais do Helmholtz Zentrum München (Instituto de Biologia Computacional).
É o Editor Principal do International Journal of Biomathematics and Biostatistics, e membro dos Conselhos Editoriais de várias das principais revistas científicas internacionais, nomeadamente, Mathematical Methods in the Applied Sciences, Glasgow Journal of Mathematics, Journal of Nonautonomous and Stochastic Dynamical Systems, Advances in Mathematical Sciences and Applications, Journal of Coupled Systems and Multiscale Dynamics, American Institute of Mathematical Sciences (AIMS)- série Differential Equations and Dynamical Systems, etc.
É o autor de várias contribuições importantes em análise não-linear, invariantes topológicos e solução global de problemas não-lineares de valores na fronteira relacionados com operadores pseudo-diferenciais, em particular, na solução global de problemas de Riemann-Hilbert não-lineares clássicos. A sua investigação actual inclui o estudo de sistemas dinâmicos de dimensão infinita, a dimensão bem como o comportamento assimptótico da entropia de Kolmogorov dos seus atractores, a modelação matemática de problemas das ciências da vida, especialmente na medicina, biologia e ecologia, e o seu comportamento dinâmico de longo termo. Para o apoio à investigação nestes últimos tópicos obteve uma bolsa da JSPS e ainda uma bolsa Otto Monsted. Em todas as áreas mencionadas acima ele obteve resultados significativos que se reflectem nos convites recebidos para orador principal em muitas conferências internacionais. Publicou mais de 150 artigos científicos em revistas internacionais e actas de conferências, e 5 monografias avançadas publicadas por editoras principais, Springer, Birkhäuser, American Mathematical Society (séries Mathematical Surveys e Monographs), Gakkotoscho-Japan, e American Institute of Mathematical Sciences. Ele tem colaborado com muitos Matemáticos notáveis de muitos países.